# NGC 4545
NGC 4545 (również PGC 41838 lub UGC 7747) – galaktyka spiralna z poprzeczką (SBc), znajdująca się w gwiazdozbiorze Smoka. Odkrył ją William Herschel 20 marca 1790 roku.
W galaktyce zaobserwowano supernową SN 1940D.